# Карбе
Карбе (фр. Carbay) насеље је и општина у западној Француској у региону Лоара, у департману Мен и Лоара која припада префектури Сегре.
По подацима из 2011. године у општини је живело 242 становника, а густина насељености је износила 31,72 становника/km². Општина се простире на површини од 7,63 km². Налази се на средњој надморској висини од 79 метара (максималној 101 m, а минималној 54 m).

## Демографија
| 1962. | 1968. | 1975. | 1982. | 1990. | 1999. | 2011. |
| ----- | ----- | ----- | ----- | ----- | ----- | ----- |
| 180   | 192   | 181   | 175   | 214   | 208   | 242   |

График промене броја становника у току последњих година